# Julian Dicks
Julian Andrew Dicks (Bristol, 8 augustus 1968) is een Engels voormalig profvoetballer die voornamelijk als linksachter speelde van 1985 tot 1999. Hij kwam elf jaar uit voor West Ham United. Daarnaast speelde hij een seizoen voor Liverpool. 
The Terminator , naar zijn harde speelstijl, stopte in 2002 definitief met voetballen op amateurniveau. Blessureleed dwong hem in 1999 een punt te zetten achter zijn professionele carrière.

## Clubcarrière

### Birmingham City en West Ham
Dicks begon zijn loopbaan als 17-jarige bij Birmingham City in 1985. Na drie seizoenen tekende hij een contract bij West Ham. Dicks werd er vier keer verkozen tot speler van het jaar ("Hammer of the Year"), meer bepaald in 1990, 1992, 1996 en 1997.

### Liverpool
In het seizoen 1993/1994 kwam Dicks uit voor Liverpool, maar speelde daar slechts de helft van de competitiewedstrijden. Bovendien had hij geen te beste relatie met Roy Evans, dat seizoen de opvolger van Graeme Souness als manager. Souness was de man die hem naar Anfield haalde, maar Souness werd tijdens de campagne ontslagen.

### Terugkeer naar West Ham
Dicks keerde in 1994 al terug bij The Hammers, waarmee hij in de Premier League actief bleef onder manager Harry Redknapp. Dicks maakte als verdediger tien competitiedoelpunten in het seizoen 1995/1996. Een knieblessure had als resultaat dat hij het hele seizoen 1997/1998 miste. Dicks keerde het volgende seizoen terug en West Ham eindigde als vijfde, waardoor de club zich kwalificeerde voor de groepsfase van de UEFA Cup 1999/00. 
Dicks was enkele seizoenen aanvoerder van West Ham United en scoorde 50 competitiedoelpunten. Steve Lomas volgde hem in 1999 op als aanvoerder. Hij nam zelf de band over van West Ham-icoon Steve Potts. Hij nam doorgaans de strafschoppen voor zijn rekening en had een hard schot in huis. 
Dicks was echter blessuregevoelig, waardoor hij op 30-jarige leeftijd al diende te stoppen met profvoetbal. Tijdens het seizoen 1998/1999 speelde hij nog slechts negen competitiewedstrijden. West Ham United verbrak zijn contract en de verdediger stopte na een carrière van 14 jaar, waarvan 11 seizoenen bij West Ham.

## Speelstijl
Dicks was op Engelse velden berucht om zijn no-nonsens speelstijl met een soms nogal agressieve aanblik, die hem de bijnaam The Terminator opleverde toen hij voor West Ham United uitkwam. Anno 1995 had hij 54 gele kaarten verzameld en werd hij vier keer van het veld gestuurd.